# Uqairska konvencija
Uqairski protokol ili Uqairska konvencija bio je sporazum postignut u Uqairu 2. prosinca 1922. koji je definirao granice između Iračkog mandata, sultanata Nedžd i šeikata Kuvajta između Kuvajta i Nedžda. Nametnuo ga je Percy Cox, britanski visoki predstavnik u Iraku, kao odgovor na beduinske napadače iz Nedžda pod ibn Saudom. Cox je upoznao ibn Sauda i bojnika Johna Morea, britanskog političkog agenta Kuvajta. Granice su uključivale saudijsko-iračku neutralnu zonu i saudijsko-kuvajtsku neutralnu zonu.
Kuvajt nije imao nikakva ulogu u sporazuma kojim su Saudijci i Britanci odlučili o današnjim granicama Kuvajta. Kuvajt je sporazumom izgubio više od dvije trećine svog teritorija, a anti-britansko raspoloženje u Kuvajtu je poraslo zbog gubitka teritorija.

## Vanjske poveznice
- Agreement concerning the boundary between Nejd and Kuwait United Nations Treaty Series, Vol 1750, Registration Number II-1083